# 克劳森
克劳森是德国莱茵兰-普法尔茨州的一个市镇。总面积9.22平方公里，总人口1317人，其中男性662人，女性655人（2011年12月31日），人口密度143人/平方公里。